# Pseudofumaria
Pseudofumaria é um género botânico pertencente à família Fumariaceae.

## Espécies
- Pseudofumaria alba (Mill.) Lidén
- Pseudofumaria lutea (L.) Borkh

1. ↑  «Pseudofumaria — World Flora Online». www.worldfloraonline.org. Consultado em 19 de agosto de 2020